# Mike Hulbert
Mike Hulbert (Elmira, 14 april 1958) is een golfprofessional uit de Verenigde Staten.
Hulbert studeerde aan de East Tennessee State University.

## Professional
Hulbert werd in 1981 professional en speelde sinds 1985 op de Amerikaanse PGA Tour, waar hij drie overwinningen behaalde. In april 2008 stapte hij over naar de Champions Tour. Hoewel Hulbert nooit in de Ryder Cup heeft meegespeeld, werd hij door Curtis Strange gevraagd assistent captain te zijn. In 2012 is hij assistent captain van José María Olazabal.

### Gewonnen
Amerikaanse PGA Tour
- 1986: Federal Express St. Jude Classic
- 1989: B.C. Open
- 1991: Anheuser-Busch Golf Classic

Elders
- 1987: Chrysler Team Championship (met Bob Tway)
- 1991: Ping Kapalua International
- 1998: JCPenney Classic [met Donna Andrews]